# Terra di Chełmno
La Terra di Chełmno, Culmland o Culmerland (in polacco: Ziemia Chełmińska) è una storica regione della Polonia centrale, che confina con i fiumi Vistola e Drwęca. Prende il nome dalla città di Chełmno, e include le città di Toruń, Grudziądz, Chełmno e Chełmża. In diverse epoche, fu considerata parte dei distretti confinanti della Masovia, Cuiavia, Grande Polonia, Prussia e Pomerania, ma attualmente è parte del voivodato della Cuiavia-Pomerania.

## Storia
Nel X secolo, la terra di Chełmno era abitata da tribù cuiave e masoviane di lingua lechitica, e quando l'area fu sottomessa al potere dei polacchi, Chełmno divenne il centro dell'amministrazione locale (kasztelania). La Terra di Chełmno fu cristianizzata nell'XI secolo.
Secondo le volontà del duca Boleslao III di Polonia, dopo la sua morte nel 1137 la Terra di Chełmno divenne parte del ducato governato dal figlio, Boleslao IV e dai suoi discendenti durante la frammentazione della Polonia.
Dal XIII secolo il territorio fu soggetto alle incursioni dei prussiani, che saccheggiarono Chełmno, la città principale del distretto. Nel 1220 Corrado I di Masovia, con la partecipazione di altri principi polacchi, condusse una parziale riconquista del distretto, ma il progetto di stabilire una difesa polacca nel territorio fallì a causa dei conflitti tra i principi. Corrado condusse i Cavalieri di Dobrzyń (costituiti qualche anno prima da Cristiano di Prussia) in Masovia, dove costruirono un castello a Dobrzyń nel 1224, come base per gli attacchi contro i prussiani. Come conseguenza, il territorio fu di nuovo saccheggiato e devastato dai prussiani, che portarono allo spopolamento del distretto.
Essendo coinvolto in battaglie dinastiche ed essendo troppo debole per confrontarsi da solo coi prussiani, Corrado aveva bisogno di salvaguardare e stabilire dei confini con i Vecchi prussiani, poiché il suo territorio della Masovia era in pericolo da quando i prussiani erano entrati a Płock. Corrado consegnò la già devastata Terra di Chełmno all'Ordine Teutonico, concedendo loro dapprima Nieszawa. Egli stesso favorì anche l'insediamento dei tedeschi a Płock.
Nel 1226 il Duca Corrado I di Masovia arruolò l'Ordine Teutonico per proteggere la Masovia e per convertire i prussiani al Cristianesimo. La Terra di Chełmno costituì la base dello Stato Monastico dei Cavalieri Teutonici e la sua successiva conquista della Prussia orientale, segnando l'inizio della Drang nach Osten tedesca.
L'Ordine Teutonico ottenne una tassa imperiale dall'imperatore Federico II di Svevia e nel 1243 il legato apostolico Guglielmo di Modena divise la Prussia in quattro diocesi poste sotto l'arcivescovo di Riga: una di queste era la Terra di Chełmno.
Dopo che la guerra dei tredici anni tra la Prussia e i Cavalieri Teutonici terminò con la Pace di Toruń, la terra di Chełmno fu restituita alla Polonia, come parte dell'autonoma Prussia Reale (vedere Voivodato di Chełmno).
Nel 1772, dopo la prima spartizione della Polonia, il Regno di Prussia si impossessò della Terra di Chełmno (ad eccezione di Toruń). Tra il 1807 e il 1815 la Terra di Chełmno fece invece parte del Ducato di Varsavia, mentre nel 1815 passò al Granducato di Poznań, per finire nel 1817 nella Prussia occidentale.
Dopo il Trattato di Versailles del 1919, la Terra di Chełmno fu restituita alla Polonia nel gennaio 1920. Nei primi giorni del settembre 1939 fu occupata dalla Germania e annessa a quest'ultima nell'ottobre dello stesso anno. Nel gennaio 1945 fu conquistata dall'Armata Rossa e restituita alla Polonia.